# محمد عبید
محمد عبید (انگلیسی: Mohamed Obaid Al-Zahiri؛ زادهٔ ۱ اوت ۱۹۶۷) بازیکن فوتبال اهل امارات متحده عربی است.
از باشگاه‌هایی که در آن بازی کرده‌است می‌توان به باشگاه فوتبال العین اشاره کرد.
وی همچنین در تیم ملی فوتبال امارات متحده عربی بازی کرده‌است.